# Istari

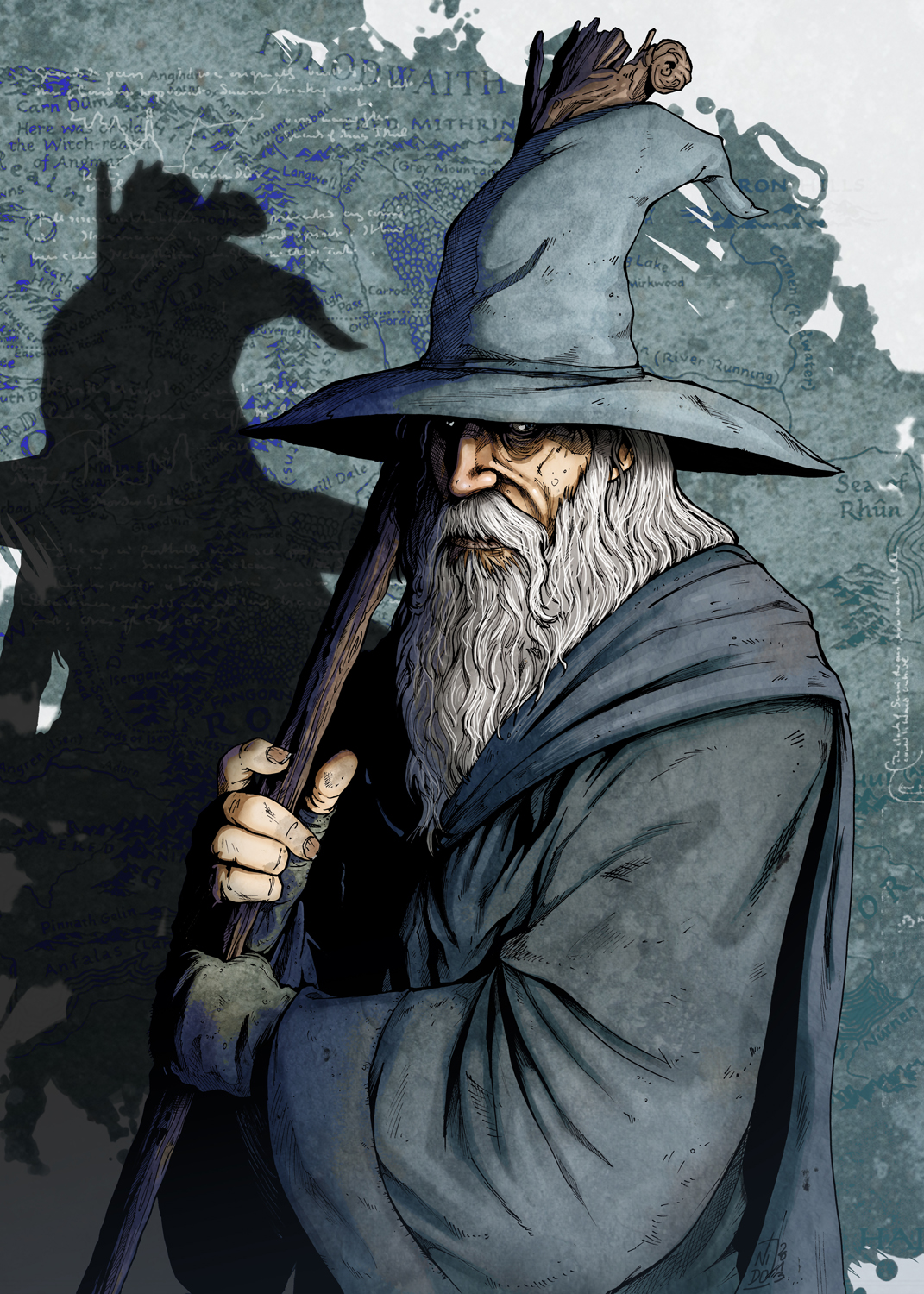
Représentation de Gandalf qui fait partie des Istari

Les Istari (en quenya ; au singulier Istar), littéralement « les Sages », sont des personnages de fiction issus du légendaire (legendarium) de l'écrivain J. R. R. Tolkien, apparaissant notamment dans le roman Le Seigneur des Anneaux.
Ordre de « magiciens » auquel appartiennent notamment Gandalf et Saroumane, ils sont également appelés Ithryn (en sindarin ; au singulier Ithron).
Par « mage », on entend :

« ...l'un des membres de leur ordre [...], affirmant détenir et mettre en œuvre le suprême savoir touchant l'histoire et la nature du Monde. »

— J. R. R. Tolkien, Contes et Légendes Inachevés

## Composition
De cet ordre on ne connaît que peu de choses, si ce n'est son nom Heren Istarion, littéralement « Ordre des Mages ». On ignore le nombre de ses membres ; cependant on connaît au moins cinq de leurs chefs :
- le premier arrivé, considéré comme le premier de son ordre, se nommait Curumo (ou Curunir pour les Elfes), plus connu sous le nom de Saroumane (dit « le Blanc » puis autoproclamé « le Multicolore ») ; il est réputé le plus puissant, et Gandalf en parle comme du « chef de l'ordre ».
- suivirent ensuite les Ithryn Luin : Alatar et Pallando, tous deux vêtus de bleu ; ils sont réputés être partis dans l'est. Une autre version[2] les donne arrivés au Second âge, et les nomme Morinehtar (« tueur de l'obscurité ») et Rómestamó (« secours de l'est »). Elle leur donne également pour destinée l'est de la Terre du Milieu, et la lutte contre l'influence de Sauron chez les Orientaux.
- puis Aiwendil portant un habit couleur de terre, connu en Terre du Milieu sous le nom de Radagast (dit « le Brun »).
- en dernier vint Olórin qui paraissait « le moins considérable de tous », vêtu de gris et appuyé sur un bâton ; mais il fut surtout connu sous le nom de Gandalf (dit « le Gris » puis « le Blanc » après que Saroumane a changé de couleur), ou Mithrandir chez les Elfes[3].

## Histoire
Les Istari apparurent subitement en Terre du Milieu aux alentours de l'an 1000 du Troisième Âge. Pendant longtemps seul Círdan sut qui ils étaient et d'où ils venaient. Ils apparaissaient aux Hommes comme des hommes d'âge avancé ayant goût pour les voyages et errant de par le monde. Mais avec la réapparition de Sauron, ils prirent une plus grande part dans l'histoire en s'efforçant de rallier les Elfes et les Hommes. Dans ces conditions, les Hommes prirent conscience que les Istari n'étaient pas des leurs et commencèrent à les considérer comme de nature elfique.
Ce n'est que bien plus tard que le monde apprit leur vraie nature. Il s'avéra qu'ils étaient des Maiar envoyés par les Valar afin de rallier les Hommes et les Elfes contre Sauron, mais sans jamais se révéler d'eux-mêmes.
Chaque Istar est associé à un Vala : Curumo à Aulë, Alatar à Oromë, Pallando à Oromë (ou Mandos et Nienna), Aiwendil à Yavanna et Olórin à Lórien, ainsi qu'à Manwë et Varda.
Dans un de ses écrits, Tolkien précise le mode de fonctionnement de l'ordre :

« On peut constater qu'ils avaient toute latitude de faire ce qu'ils jugeaient utiles en cours de mission ; ils n'avaient pas ordre - et on ne l'exigeait pas d'eux - d'agir de concert, en tant que petit groupe central où se seraient concentrés tout pouvoir et sagesse ; et ils avaient chacun des pouvoirs et des dispositions différentes, et furent choisis par les Valar en vue de cette diversité. »

— J. R. R. Tolkien, Contes et Légendes Inachevés

On trouve un poème qui fait référence aux Cinq Istari : 
Veux-tu savoir l'histoire qui longtemps fut cachée

des Cinq qui survinrent d'une lointaine contrée

Un seul s'en retourna les autres plus jamais

Sous la loi des Hommes la Terre du Milieu peinera

jusqu'à Dagor Dagorath et le Destin s'accomplira

Comment as-tu su le Conseil qui fut tu

des Seigneurs d'Occident au pays d'Aman?

Les longues routes sont perdues qui conduisaient là-bas,

et aux Hommes mortels Manwë ne parle pas.

De l'Ouest-qui-fut un vent l'apporta

à l'oreille du dormeur dans le silence et

l'ombre de la nuit lorsque la nouvelle se dit

des pays qu'on oublie, des âges qui ont fui

sur les flots des années, à l'esprit alerté

Tout n'est point oubli pour le Roi des Eldar,

en Sauron il vit la lente menace...
— J. R. R. Tolkien, « Contes et légendes inachevés »